# Бутовский, Иван Григорьевич
Ива́н Григо́рьевич Буто́вский (Бутко́вский; 1784; Пронозовка, Киевское наместничество, Российская империя — после 1872) — переводчик, журналист, мемуарист. Штабс-капитан русской армии, участник Наполеоновских (1805—1807) и Русско-шведской (1808—1809) войн. Отставной титулярный советник.
Двоюродный брат по материнской линии «кавалерист-девицы» Н. А. Дуровой.

## Биография

### Происхождение
Происходил из дворян Полтавской губернии . Сын Григория Александровича, служившего в Жёлтом гусарском полку (существовал в 1764—1776 годах преимущественно из сербов, валахов и молдаван) и Федосьи Ивановны (1759 — после 1801) Бутовских.

### Гражданская и военная службы
В октябре 1798 года поступил на гражданскую службу канцеляристом в Киевское губернское правление. С 1801 года — коллежский регистратор.
По собственным словам Бутовского, он с детства тяготел к военной службе. В 1803 году, написав прошение на Высочайшее имя, Бутовский явился к киевскому военному губернатору генерал-лейтенанту А. П. Тормасову и через его посредничество 16 декабря того же года генерал-лейтенант Д. С. Дохтуров исходатайствовал о принятии Бутовского рядовым в 5-ю роту Московского мушкетёрского полка, шефом которого в то время был сам Дохтуров.
26 апреля 1805 года Бутовский был произведён в портупей-прапорщики, с переводом во 2-ю гренадерскую роту. Портупей-юнкером в том же году принял участие в войне третьей антинаполеоновской коалиции. Был батальонным знамёнщиком. В битве под Аустерлицем спас знамя, сорвав его во время решительного наступления неприятеля с древка и обмотав под мундиром вокруг тела. Был ранен в той битве в голову, при этом не покидал строя. Затем принимал участие в войне четвёртой коалиции 1806—1807 годов. Участвовал в битвах при Гейльсберге и Фридланде. Был свидетелем встречи Александра I с Наполеоном I во время заключения Тильзитского мирного договора в 1807 году.
В том же 1807 году в чине прапорщика, полученным за отличие, был переведён в 1-й егерский полк, в составе которого принял участие в Русско-шведской войне 1808—1809 годов. В 1809 году был переведён в 1-й Финляндский батальон.
Во время службы в Русской армии Бутовский был ординарцем у М. И. Кутузова и у П. И. Багратиона. Также пользовался расположением Д. С. Дохтурова. В 1810 году ему был присвоен чин поручика и с того же года служил в Комиссариатском департаменте Военного министерства по снабжению армии. В 1813 году в чине штабс-капитана был уволен в отставку по болезни, и с того же года по 1819 состоял комиссионером Комиссариатского ведомства, а в 1821 вышел в отставку.
В дальнейшем состоял на гражданской службе, а в 1845 году вышел в отставку в чине титулярного советника и вернулся на родину в своё небольшое имение в Пронозовке. Проживая там, периодически навещал своих сыновей и дочь, оставшихся в Санкт-Петербурге.

### Литературная деятельность
Литературной деятельностью Бутовский начал заниматься ещё в начале 1820-х годов. Изначально осуществлял переводы зарубежных авторов разных направлений (история, религия, дипломатия, география, медицина и пр.) в журнале «Сын отечества». Переводы статей о «чудесах» человеческой природы особо отмечались В. К. Кюхельбекером. Но наиболее устойчивый интерес проявлял к истории.
Много лет Бутовский работал над переводом сочинения Жозефа Франсуа Мишо «История крестовых походов» (перевод в 5 частях, 1822—1836). 1-я же его часть с картой, опубликованная в 1822 году, нашла положительную оценку ряда рецензентов. Ф. В. Булгарин находил тот перевод весьма полезным для русской публики, однако отмечал значительные погрешности с передачей (переводом) имён собственных. Первые два тома, сопровождавшиеся предисловием автора и обширными примечаниями, были переизданы в 1841 году. В целом «общеполезное» значение того перевода было отмечено многими рецензентами.
Перевод в 1824 году сочинения Блеза Паскаля «Мысли» (опубликован в 1843 году), согласовавшего науку и религию, вызвал единодушное одобрение критики.
Изданная Бутовским в 1834 году брошюра «Об открытии памятника императору Александру I», ранее не привлекавшая особого внимания учёных, ныне вводится в научный оборот по историко-литературным вопросам.
Во многих изданиях , в частности в книге "Бегунова А. И. Надежда Дурова. — М.: Вече, 2011. — 432 с. — (Великие исторические персоны). — ISBN 978-5-9533-5092-1." приводятся ошибочные сведения о том, что находясь в Париже, И. Г. Бутовский в 1836 году изъявил желание стать сотрудником пушкинского журнала «Современник» («Review»), о чём просил посодействовать А. И. Тургенева. Однако предложение Бутовского о сотрудничестве было категорически отвергнуто П. А. Вяземским, который, довольно-таки нелестно отзываясь о нём, заявил, что участие Бутовского в данном издании будет «бесполезно и даже вредно». На самом деле, И.Г Бутовский в 1836 году в Париже не был и все вышеуказанные сведения относятся к сыну его - А.И. Бутовскому.
В ноябре 1836 года Бутовский по просьбе своей двоюродной сестры Н. А. Дуровой издал её книгу «Кавалерист-девица. Происшествие в России», которая получила положительные отзывы. Однако, позже последняя жаловалась на то, что Бутовский сильно повредил книге, внеся в её текст ряд исправлений.
В 1858 году Бутовский в «Русском инвалиде» опубликовал свои воспоминания о Наполеоновских войнах 1805—1807 годов — «Первая война императора Александра I с Наполеоном I 1805 году» и «Вторая эпоха борьбы Александра с Наполеоном» (о войнах 3-й и 4-й коалиций). Обе части получили положительные рецензии, в первую очередь благодаря хорошему знанию Бутовским солдатского быта. Особо отмечались «насыщенность меткими наблюдениями солдат над „заграничным“ образом жизни, широкое введение просторечий, пословиц и поговорок». Относительно 1-й части И. П. Липранди писал, что «это драгоценный памятник» истории той войны, в частности отмечая, что важнейшую её ценность играет то, что Бутовский сам являлся её участником и прямым свидетелем тех событий.
Однако опубликованная Бутовским в том же году 3-я часть «Третья достославная эпоха борьбы Александра I с Наполеоном» (об Отечественной войне 1812 года, в которой он не участвовал) получила негативные оценки. По отзыву И. П. Липранди (участника той войны), в том сочинении прослеживается ряд значительных неточностей и ошибок.

## Основная библиография
Книги
- Об открытии памятника императору Александру II: Послание русского грядущему столетию (СПб., 1834)
- Фельдмаршал князь Кутузов-Смоленский при конце и начале своего боевого поприща. Первая война императора Александра I с Наполеоном I 1805 году (СПб., 1858)

Переводы
- Разговоры в царстве мёртвых древних и новейших лиц (Бернара Фонтенеля [с франц.], СПб. 1821)
- История крестовых походов (Жозефа-Франсуа Мишо [с франц.], СПб. 1822—1836)
- О пользе мёртвых для живых (с англ., 1829)
- Мысли Паскаля (Блеза Паскаля [с франц.], СПб. 1843)

В периодических изданиях
- Необыкновенная способность некоторых детей считать на память // Сын отечества, 1828.
- Первая война императора Александра I с Наполеоном I 1805 году // Русский Инвалид, 1858.
- Вторая эпоха борьбы Александра с Наполеоном // Русский Инвалид, 1858.
- Третья достославная эпоха борьбы Александра I с Наполеоном // Русский Инвалид, 1858.

## Семья
Имя жены неизвестно.
Дети

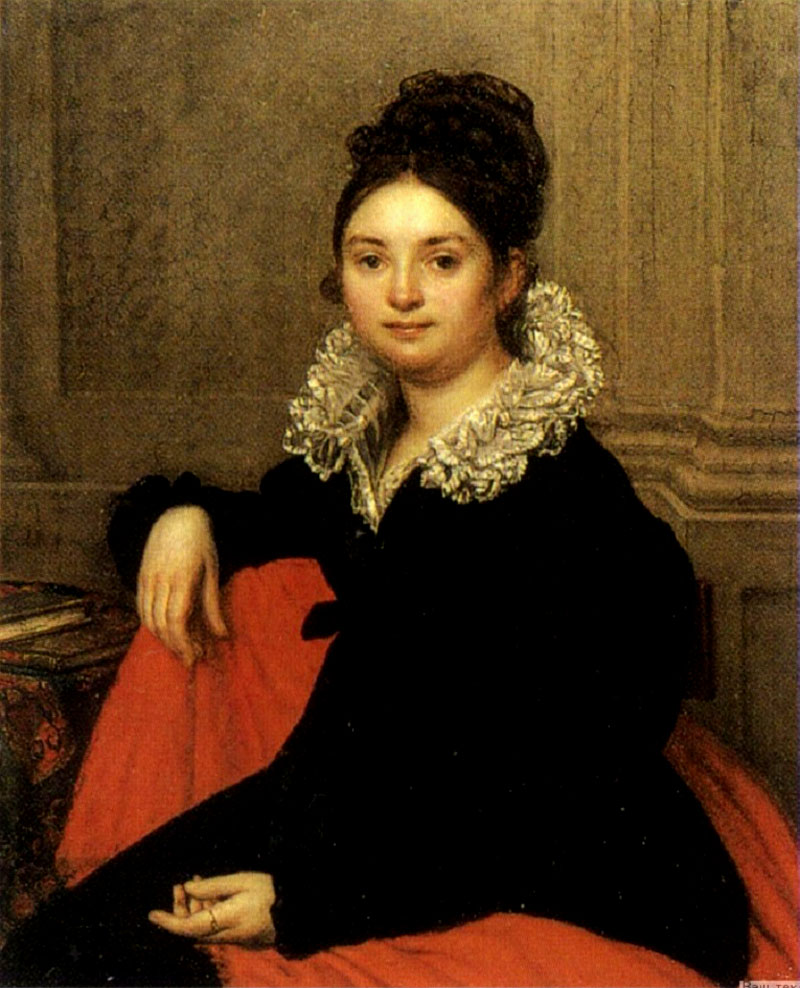
Портрет неизвестной с красной шалью (портрет Бутовской, супруги И. Г. Бутовского)

- Александр (1814—1890) — экономист, действительный тайный советник и сенатор.
- Елена (1814—1881) — замужем за К. И. Тимковским (1814—1881), сосланным в Сибирь по делу Петрашевцев. Разделила с ним ту ссылку, вернулись с воцарением Александра II.
- Виктор (1815—1881) — действительный статский советник, егермейстер Двора его императорского величества, директор Строгановского центрального училища технического рисования.
- Аркадий (1820—?) — в 1841 году действительным студентом окончил юридический факультет Санкт-петербургского университета[26]; по отзыву родственников, «способный и остроумный человек», но «беспорядочная и разгульная жизнь преждевременно свела его в могилу».
- Леонид (1822—1893) — правитель дел в Смольном институте, поэт.
- Платон (1824—?) — погиб в результате несчастного случая.
- Юлий (1825—1871) — подполковник Корпуса горных инженеров, преподаватель (с 1856), инспектор работ и член учебного комитета (с 1862) Петербургского технологического института.